# Nissan Cube
La Nissan Cube è una piccola monovolume prodotta dalla casa automobilistica giapponese Nissan Motor tra il 1998 e il 2019. La Cube è stata prodotta in tre serie; soltanto l'ultima, però, è stata importata in Europa (dal 2009 dopo essere stata presentata al Salone dell'automobile di Ginevra fino al 2014).

## Prima serie (1998-2002)
Il progetto iniziale prevedeva lo sviluppo di una monovolume compatta da posizionare tra la Micra e l'Almera. La linea squadrata è stata scelta per donare una maggior personalità alla vettura nel pieno rispetto del nome previsto: Cube. Il debutto avvenne nel 1998, anno in cui iniziò la produzione in Giappone, ma non si decise di importare la vettura in Europa a causa dei costi di adeguamento al mercato europeo fin troppo elevati.
Sviluppata sulla piattaforma della Micra seconda generazione utilizza delle sospensioni anteriori di tipo MacPherson e retrotreno con schema a ponte torcente progettate per una guida cittadina e morbida. Il motore era un 1.3 16V benzina da 82 cavalli potenziato a 85 e 100 cavalli nel 2000 in occasione di un facelift.

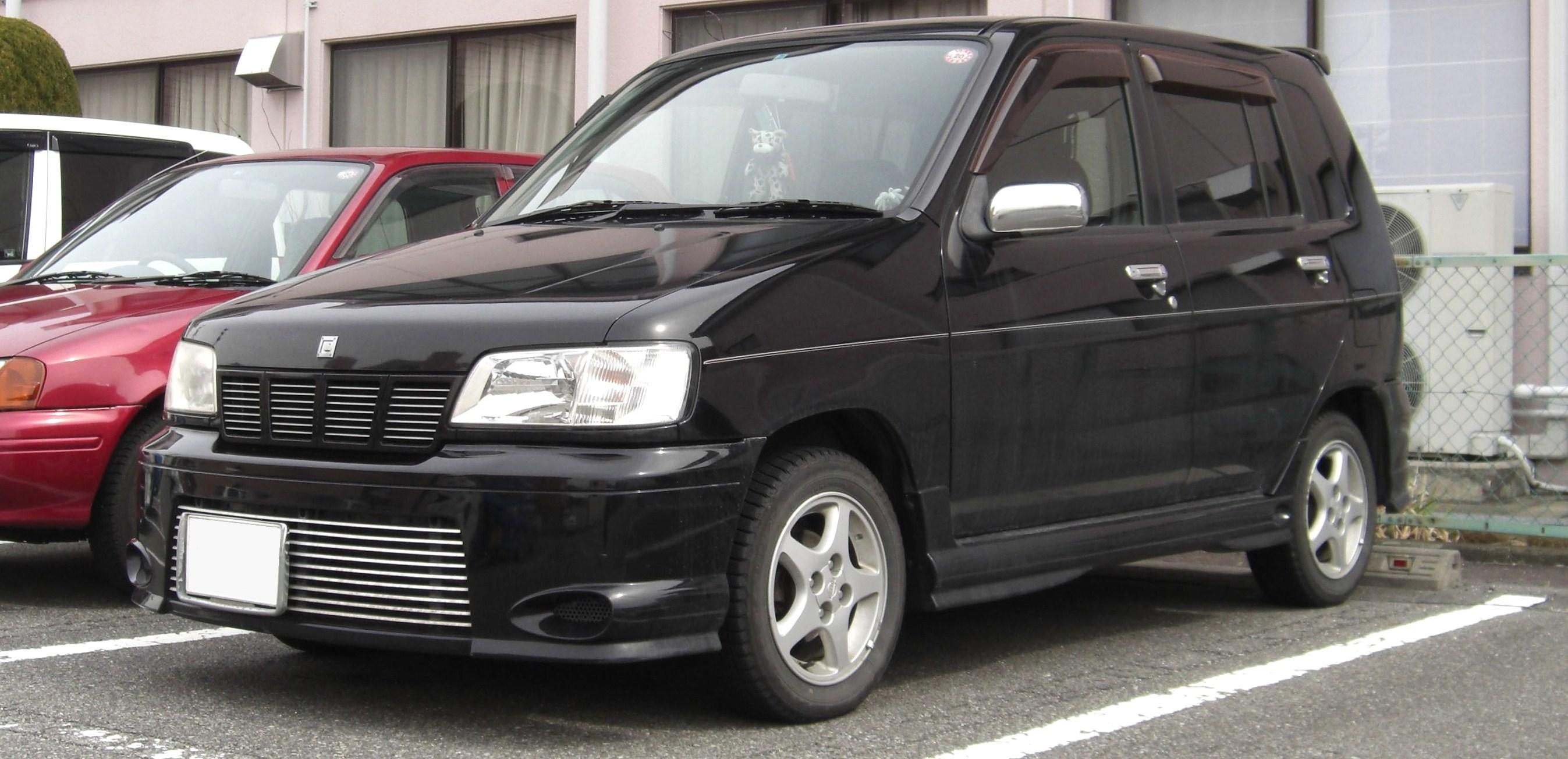
Una Nissan Cube dopo il Facelift del 2000

Il cambio era un automatico a 4 rapporti con convertitore senza la possibilità di utilizzo manuale molto apprezzato nel mercato asiatico. In alternativa l'automatico a variazione continua N-CVT, sostituito nel novembre 1999 dall'Hyper CVT più moderno e capace di ridurre leggermente i consumi di carburante.
La trazione era disponibile sulle ruote motrici anteriori mentre per le versioni di punta vi era l'integrale permanente. Come da tradizione per le vetture giapponesi la targa anteriore e posizionata verso la destra del frontale.
La prima generazione è nota come Nissan Cube Z10.

## Seconda serie (2002-2008)
La seconda generazione venne presentata nell'autunno 2001 per entrare in produzione nei primi mesi del 2002. Totalmente rinnovata si basa sul telaio Space Frame utilizzato dall'ultima generazione di Nissan Micra e sarà ripreso anche dalle cugine Renault Clio e Modus. La linea abbandona i tratti spigolosi della prima serie per adottare un design più arrotondato a cui sono abbinate linee rette e parallele in grado di rendere la vettura ancor più personale e piacevole. In particolare il posteriore è ispirato alla porta di un frigorifero moderno.
Debuttano i fari anteriori di forma circolare integrati nella mascherina mentre nel posteriore la fanaleria è stata spostata verso il basso, al di sotto del portellone per incrementare la capacità di quest'ultimo. La gamma motori era composta da due propulsori sempre benzina: 1.4 16V da 97 cavalli e 1.5 16V da 109 cavalli. Il primo è abbinato alla trazione anteriore oppure all'integrale e-4WD (un motore elettrico sistemato nella zona posteriore del pianale mette in funzione le ruote posteriori in caso di perdita di aderenza), il secondo motore è disponibile solo con la trazione sulle ruote anteriori. Il cambio era un automatico a 4 rapporti oppure il classico Hyper-CVT.

### Restyling
La Cube Z11 si rivelò un grande successo per questo fu aggiornata ben 2 volte nel suo ciclo vitale. Un primo lifting avvenne nel 2005 con l'introduzione di nuovi fari anteriori sempre circolari, nuova mascherina frontale ed interni migliorati nell'assemblaggio. Il secondo restyling avvenne nel 2006 e coinvolse nuovamente l'anteriore, con i fari anteriori d'inedita forma ovale e la mascherina modificata.

### Altre versioni
Con la Z11 vennero introdotte alcune varianti per la carrozzeria come la Cube³ (versione a 7 posti con passo allungato) e le versioni dotate del kit sportivo denominate Cube Axis con minigonne e dettagli della carrozzeria cromati.
Nel 2008 la Nissan espose la Denki Cube Concept, versione elettrica della Cube Z11 alimentata da sole batterie agli ioni di litio che gli assicuravano, dopo una ricarica di 8 ore, un'autonomia di percorrenza di 160 chilometri ad una velocità massima di 120 km/h. Le batterie sono state sviluppate dalla NEC.

## Terza serie (2008-2019)
La terza generazione debutta al Salone di Los Angeles nel 2008 ed è la prima volta che la Cube viene esportata al di fuori dei confini asiatici. I cambiamenti di questa terza serie si concentrano solo in dettagli: la linea è un'evoluzione della tanto apprezzata seconda serie mentre il pianale di base risulta il medesimo della Z11 per incrementare l'affidabilità e la qualità costruttiva.
Leggermente più lunga, in Giappone la vettura è disponibile con una sola motorizzazione benzina da 1,5 litri per 109 cavalli (motore utilizzato anche dalla Z11) mentre per il Nord America la Cube utilizza un motore più grande 1.8 16V da 122 cavalli condiviso anche dalle sorelle maggiori Versa e Tiida. In Europa la Cube Z12 è stata presentata nel 2009 al Salone di Ginevra ed è stata annunciata l'importazione per la fine dello stesso anno con propulsori sia benzina (1.6 16V prodotto in Inghilterra) che turbodiesel (1.5 dCi di origine Renault).
Gli interni totalmente rinnovati abbandonano le forme squadrate della Z11 per cedere ad uno stile più arrotondato in parte ispirato alla Note. 
Il cambio di serie per tutte le versioni è un automatico CVT, in opzione per il mercato americano vi è un manuale a 6 rapporti. Gli esemplari destinati all'Europa saranno equipaggiati con una trasmissione manuale a 5 marce, ad eccezione di quelli equipaggiati (dal 2010) con il motore turbodiesel - con turbina a geometria continuamente variabile regolata da un motorino passo-passo e con potenza finale di 110 CV - di derivazione Renault (si tratta del diffusissimo 1.461 cc siglato K9K, adottato anche dalla Mercedes-Benz con modifiche di dettaglio) che é invece dotato di un cambio a 6 rapporti, con sesta surmoltiplicata.
Con la Z12 non verranno più riproposte le versioni a sette posti mentre per il mercato giapponese e americano saranno sempre disponibili le versioni dotate del pacchetto sportivo rinominate Cube Krom.
In Europa non verrà più importata dal 2014 a causa delle basse vendite e dalla concorrenza interna con il modello Note mentre in Giappone continuerà ad essere prodotta e venduta fino al 2019.